# Гидролазы
Гидрола́зы (КФ 3) — это класс ферментов, катализирующий гидролиз ковалентной связи. Общий вид реакции, катализируемой гидролазой, выглядит следующим образом:
A-B + H2O → A-OH + B-H
Проявляют активность при наличии неизменённых сульфгидрильных SH— групп, если таковые занимают определённое положение в полипептидной цепи. Каталитическое действие заключается в соединении гидролаз с расщепляемым веществом и последующим отщеплением продуктов реакции с высвобождением самих гидролаз. Механизм имеет много общего с действием трансфераз. Гидролазы переносят отщепляемые группы на воду, но некоторые способны переносить их и на другие молекулы.
Часть гидролаз выделена в кристаллической форме (уреаза, пепсин, трипсин, химотрипсин и др.).

## Номенклатура
Систематическое название гидролаз включает название расщепляемого субстрата с последующим добавлением -гидролаза. Однако, как правило, в тривиальном названии слово гидролаза опускается и остаётся только суффикс «-аза».

## Классификация
По международной классификации ферментов гидролазы отнесены к классу (КФ 3). Класс в свою очередь подразделяется на 13 подклассов в зависимости от типа гидролизуемой связи.
| Подкласс | Гидролизуемая связь               | Важнейшие представители                                        |
| -------- | --------------------------------- | -------------------------------------------------------------- |
| КФ 3.1   | сложноэфирная связь               | эстеразы: нуклеаза, фосфодиэстераза, липаза, фосфатаза         |
| КФ 3.2   | сахара                            | гликозидазы: амилаза, гиалуронидаза, лизоцим и др.             |
| КФ 3.3   | простая эфирная связь             |                                                                |
| КФ 3.4   | пептидная связь                   | протеазы: трипсин, химотрипсин, эластаза, тромбин, ренин и др. |
| КФ 3.5   | непептидная углерод-азотная связь | амидазы: уреаза                                                |
| КФ 3.6   | кислотный ангидрид                | кислотный ангидрид-гидролаза (хеликаза, ГТФаза)                |
| КФ 3.7   | углерод-углеродная связь (C-C)    |                                                                |
| КФ 3.8   | галогенная связь                  |                                                                |
| КФ 3.9   | азотно-фосфорная связь (P-N)      |                                                                |
| КФ 3.10  | азотно-серная связь (S-N)         |                                                                |
| КФ 3.11  | углеродно-фосфорная связь (C-P)   |                                                                |
| КФ 3.12  | дисульфидная связь (S-S)          |                                                                |
| КФ 3.13  | серо-углеродная связь (C-S)       |                                                                |